# Lichmera lombokia
El mielero de Lombok (Lichmera lombokia)  es una especie de ave paseriforme de la familia Meliphagidae.

## Localización
Es endémica del oeste de las islas menores de la Sonda (Indonesia): Flores, Lombok, Sumba y Sumbawa.